# Lola Índigo
Miriam Doblas Muñoz (Huétor-Tájar, 1 april 1992), beter bekend onder haar artiestennaam Lola Índigo, is een Spaanse zangeres.